# Servië op het Eurovisiesongfestival 2013

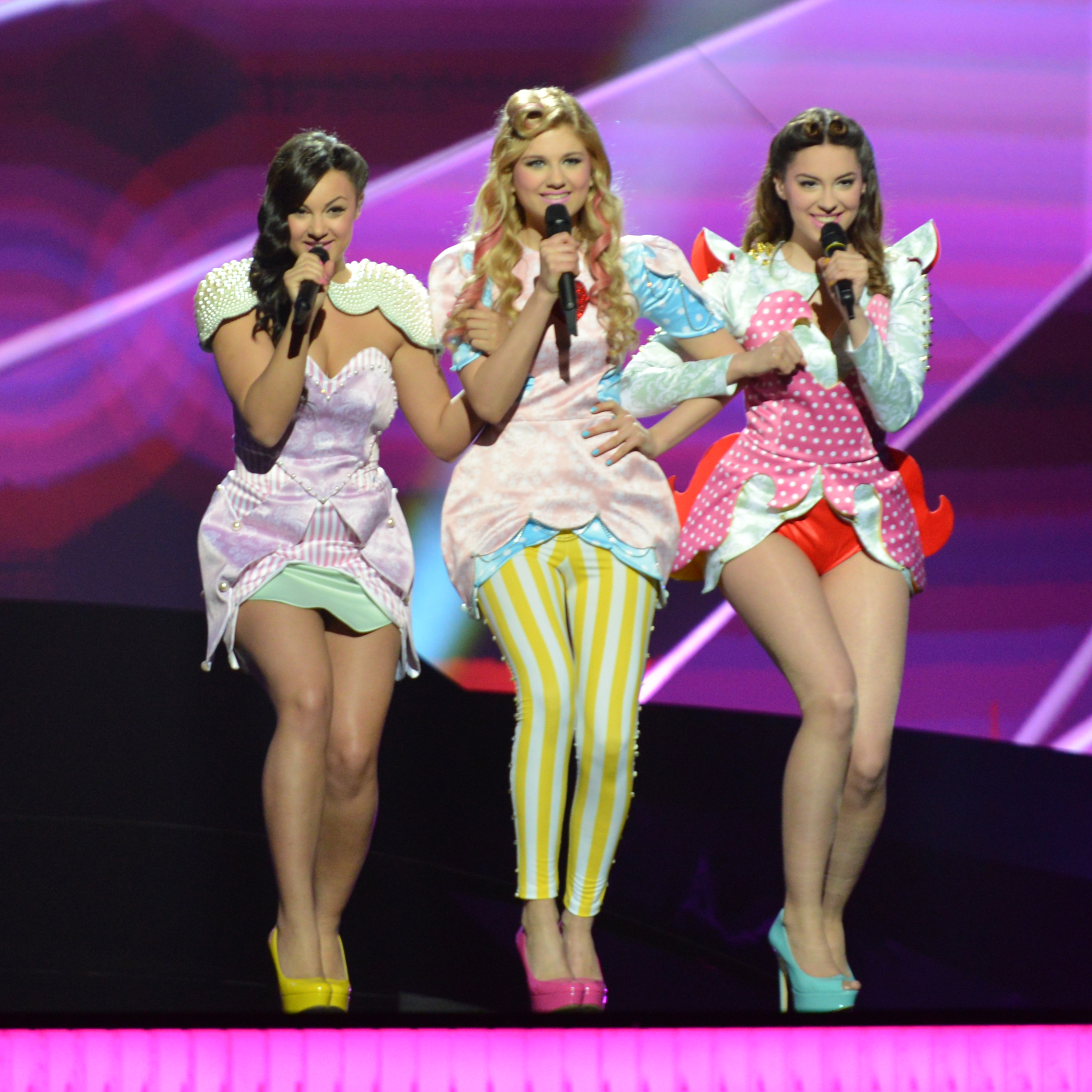
Moje 3 op het Eurovisiesongfestival

Servië nam deel aan het Eurovisiesongfestival 2013 in Malmö, Zweden. Het was de zevende deelname van het land op het Eurovisiesongfestival. De RTS was verantwoordelijk voor de Servische bijdrage voor de editie van 2013.

## Selectieprocedure
De inzending van Servië werd gekozen via een nationale voorronde, getiteld Beosong 2013. Deze bestond uit een halve finale en een finale, gehouden op 2 en 3 maart 2013 in de RTS-studio's in Belgrado. Gedurende de inschrijvingsperiode kreeg de RTS 171 inzendingen binnen, waarvan er 15 door een vakjury werden geselecteerd om aan te treden in de halve finale. Door middel van televoting werden vijf acts naar de finale gestuurd.
De finale werd gewonnen door de meidengroep Moje 3 met het lied Ljubav je svuda. Zij kregen de meeste stemmen en werden zodoende voor Servië naar het songfestival in Malmö gestuurd.

## In Malmö
Servië trad in de eerste halve finale van het Eurovisiesongfestival als zestiende en laatste aan. Moje 3 eindigde op de elfde plaats met 46 punten, zes punten te weinig om kwalificatie voor de finale af te dwingen. Het was na 2009 de tweede keer dat Servië in de halve finale werd uitgeschakeld.
| 12 punten  | 10 punten              | 8 punten | 7 punten   | 6 punten                  |
| ---------- | ---------------------- | -------- | ---------- | ------------------------- |
|            | - Kroatië - Montenegro |          |            | - Oostenrijk              |
| 5 punten   | 4 punten               | 3 punten | 2 punten   | 1 punt                    |
| - Slovenië | - Cyprus - Zweden      | - Italië | - Oekraïne | - Wit-Rusland - Nederland |

2007 · 2008 · 2009 · 2010 · 2011 · 2012 · 2013 · 2014 · 2015 · 2016 · 2017 · 2018 · 2019 · 2020 · 2021 · 2022 · 2023 · 2024 · 2025
Albanië · Armenië · Azerbeidzjan · België · Bulgarije ·  Cyprus · Denemarken · Duitsland · Estland · Finland · Frankrijk · Georgië · Griekenland · Hongarije · Ierland · IJsland · Israël · Italië ·  Kroatië · Letland · Litouwen · Macedonië · Malta · Moldavië · Montenegro · Nederland · Noorwegen · Oekraïne · Oostenrijk · Roemenië · Rusland · San Marino · Servië · Slovenië · Spanje · Verenigd Koninkrijk · Wit-Rusland · Zweden · Zwitserland